# Пастора Солер
Мариа дель Пила́р Са́нчес Лу́ке (исп. María del Pilar Sánchez Luque, более известная как Пасто́ра Соле́р (исп. Pastora Soler); род. 27 сентября 1978, Кория-дель-Рио) — испанская певица, представительница Испании на конкурсе песни «Евровидение-2012».

## Биография
С детства выступала на музыкальных фестивалях, исполняя музыку в стилях поп и фламенко. Первый альбом выпустила в 14 лет. Часто выступала с собственными версиями композиций испанских композиторов Рафаэля де Леона и Мануэля Кироги; также сотрудничала с известными музыкантами, такими как Карлос Жан, Армандо Мансанеро и др.
21 декабря 2011 года была избрана представительницей своей страны на ежегодном песенном конкурсе «Евровидение-2012». Конкурсная песня, «Quédate Conmigo» (с исп. — «Останься со мной»), была исполнена в финале конкурса, который состоялся 26 мая. Солер заняла 10-е место, получив 97 баллов.
10 сентября 2013 года певица представила альбом Conóceme, также включивший ранее выпущенный сингл «Te Despertaré».
С 1 декабря 2014 года Солер приостановила свою музыкальную карьеру из-за проявлений страха сцены. 8 марта 2014 года певице стало плохо на концерте в Севилье, а после повторения приступа 30 ноября в Малаге было принято решение о приостановке карьеры.
15 сентября 2015 года у Солер родилась дочь Эстрейя (Estrella, с исп. — «Звезда»).
15 сентября 2017 года певица вернулась к музыкальной деятельности, выпустив альбом La Calma. Дата выхода совпала с днём рождения дочери.
11 октября 2019 года вышел альбом Sentir.

## Дискография
Альбомы:
- Nuestras coplas (1994)
- El mundo que soñé (1996)
- Fuente de luna (1999)
- Corazón congelado (2001)
- Deseo (2002)
- Pastora Soler (2005)
- Toda mi verdad (2007)
- Bendita locura (2009)
- Una mujer como yo (2011)
- Conóceme (2013)
- La calma (2017)
- Sentir (2019)

Сборники:
- Sus grandes éxitos (2005)
- 20 (2014)

Live-альбомы:
- 15 años (2010)
- La calma directo (2018)

EP:
- Especial Eurovisión (2012)